# Фанти, Гаэтано
Гаэтано Фанти (итал. Gaetano Fanti; 1687[…], Болонья — 27 сентября 1759[…], Вена) — художник-фрескист итальянского происхождения, работавший в Габсбургской Австрии. Специалист по квадратуре, — приёму и стилю декоративной росписи стен, создающему иллюзию продолжения архитектуры в воображаемом пространстве.

## Биография
Родился в 1687[…] году в Болонье.

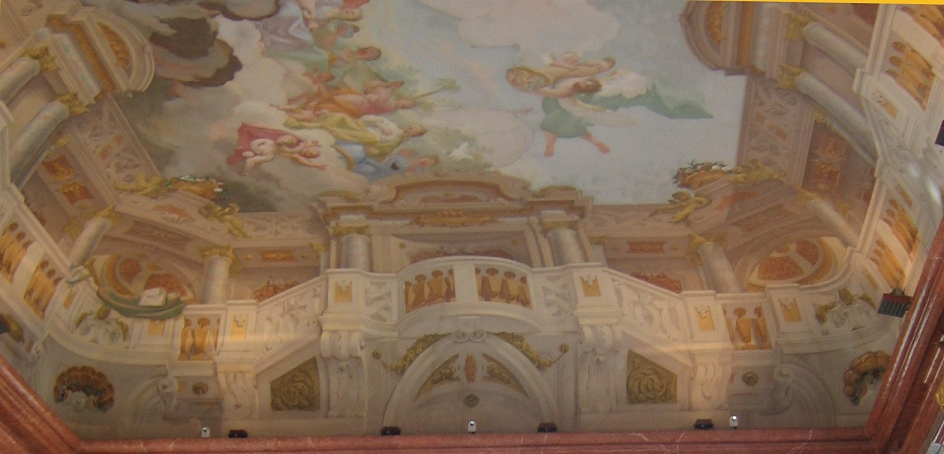
Фреска работы Фанти в Мелькском монастыре

В 1715 году Фанти был представлен ко двору принца Евгения Савойского в Вене. 
Совместно с такими художниками, как Иоганн Михаэль Роттмайр, Пауль Трогер и Бартоломео Альтомонте, он работал над известными австрийскими фресками периода барокко. Он принимал участие в росписи интерьеров Карлскирхе, монастыря в Мельке, Венского Бельведера и монастыря Клостернойбург.
Умер 27 сентября 1759[…] года в Вене.